# Félix Rousseau
Pour les articles homonymes, voir Rousseau.
Félix Rousseau, né à Salzinnes le 14 janvier 1887 et mort à Salzinnes le 7 septembre 1981, est un historien et archiviste belge d'expression française et militant wallon.

## Biographie
Félix Rousseau fut élève au Collège des Jésuites de Namur, puis aux Facultés de Namur et enfin à l'Université de Liège, où il obtint en 1909 le titre de docteur. Après, il travailla pendant 34 ans aux Archives générales du Royaume à Bruxelles (de 1912 à 1946), fut chargé de cours à l'UCL, puis professeur à l'ULg.
C'est le père de l'historiographie wallonne. Il mit en évidence la grandeur de la civilisation mosane et de l'art mosan avant le XIIIe siècle. La première Histoire de Wallonie de niveau scientifique (dirigée par Léopold Génicot) lui est dédiée. Il ne s'est pas opposé de manière frontale à Henri Pirenne qui avait une vision plus unitaire de l'histoire de Belgique, mais il s'est contenté de le compléter sur des points tout à fait importants. Pirenne en effet qui a consacré (en la distinguant du reste), une importante place à l'histoire de la principauté de Liège a, en revanche complètement ignoré l'art mosan, phénomène qui pourtant relève typiquement de la nouvelle histoire que le grand historien de Verviers a contribué à fonder, une nouvelle histoire qui met l'accent sur ce que Braudel appelle les événements de longue durée comme les faits de civilisation, les grands courants économiques, la géopolitique, etc. Par définition l'art mosan relève de la nouvelle histoire et ce phénomène constitue sans doute le fait le plus éclatant du passé des diverses régions belges. Des recherches récentes mettent d'ailleurs en évidence le fait que contrairement à ce qu'a écrit Félix Rousseau, le Pays mosan a continué de vivre une vraie prospérité à tous égards, bien au-delà du XIIe siècle, ce qui apparaissait à Rousseau comme le siècle de son déclin.
Il collabora à La Terre wallonne d'Elie Baussart. Il fonda le mouvement de résistance « La Wallonie catholique » qui devint après la guerre « Rénovation wallonne ». Il fut membre du Comité permanent du Congrès national wallon, de la section culturelle du Centre Harmel (de 1948 à 1958).
Comme catholique, il frappa l'opinion namuroise de cette sensibilité en signant le fameux Pétitionnement wallon, dont les milieux chrétiens se méfiaient, considérant qu'il s'agissait d'une initiative "socialiste" ou "laïque".
En 1926, il est reçu membre d'honneur du cercle littéraire dialectal Lès Rèlîs Namurwès.

## Postérité
L’Encyclopédie du Mouvement wallon lui consacre une importante notice au tome 3, pp. 1443-1445.
Félix Rousseau a été choisi comme l'un des Cents Wallons du siècle, par l'Institut Jules Destrée, en 1995.
Un square Félix Rousseau a été inauguré à Jambes par le Ministre-Président de la Région wallonne, Rudy Demotte, et le bourgmestre de Namur, Jacques Etienne, en septembre 2008 à l'occasion des Fêtes de Wallonie.

## Œuvres
- Rousseau (F.). La Meuse et le pays mosan en Belgique. Bruxelles. 1930, réédition 1977.
- Rousseau (F.). L'Art Mosan. Duculot. Gembloux. 1970